# Voigtländer Bessamatic

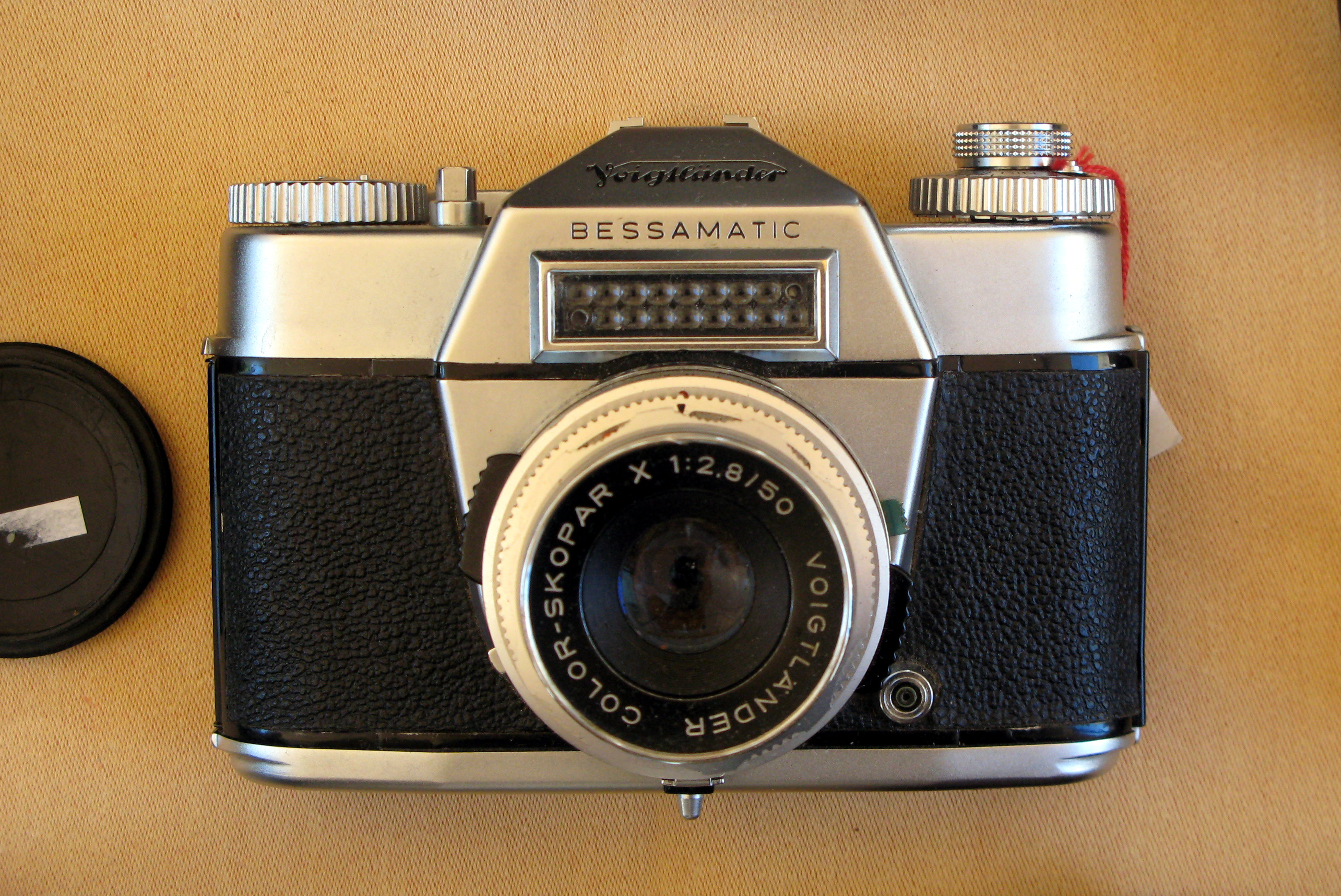
Voigtländer Bessamatic

La  Voigtländer Bessamatic es una cámara SLR  de 35 mm fabricada por Voigtländer en los años 60 presentando un fotometro de selenio. 
La Bessamatic tiene una reputación como cámara delicada para reparar, a pesar de que son fiables y agradables de utilizar. El mecanismo está hecho con muchos componentes pequeños y puede sufrir si cualquiera de los controles están forzados. Esto fácilmente puede causar una reparación menor.
Hay también una Bessamatic CS - cuál tiene medición TTL, que venía con una lente Color-Lanthar 50 mm/f2.8 . Se fabricaron durante escaso tiempo y este modelo es relativamente poco común.
El Bessamatic m era un modelo de cámara manual qué no tiene fotometro, y es un modelo que también es poco común hoy.

## Lentes
Lista de lentes compatibles Voigtländer Bessamatic/Ultramatic SLR DKL
- Voigtländer Skoparex 35mm f3.4 (yo: 0.9/1m o 3ft; II: 0.9/1m y 3ft; III: 0.9/1m y 3ft + anillo más grande; IV: 0.4m y 1.5ft + anillo más grande)[1]
- Voigtländer Skopagon 40mm f2.0 (yo: 0.9m o 3ft; II: 0.9m y 3ft; III: 0.5m y 2ft)[1]
- Voigtländer Color-Skopar X 50mm f2.8 (yo: 0.9/1m o 3ft; II: 0.9/1m y 3ft; III: 0.9/1m y 3ft + anillo más grande; IV: 0.6m y 2ft + anillo más grande)[1]
- Voigtländer Color-Skopar 50mm f2.8 (0.6m y 2ft + anillo más grande; desde ca. 1965)
- Voigtländer Color-Lanthar 50mm f2.8 (para Bessamatic m)[1]
- Voigtländer Septon 50mm f2.0 (yo: 0.9m o 3ft; II: 0.9m y 3ft; III: 0.6m y 2ft)[1]
- Voigtländer Dynarex 90mm f3.4[1]
- Voigtländer Dynarex 100mm f4.8[1]
- Voigtländer Super-Dynarex 135mm f4.0 (yo: 4m o 13ft; II: 4m y 13ft)[1]
- Voigtländer Super-Dynarex 200mm f4.0[1]
- Voigtländer Super-Dynarex 350mm f5.6[1]
- Voigtländer Zoomar 36@–82mm f2.8[1]

Lista de Carl Zeiss Bessamatic/Ultramatic SLR DKL-monte lenses:
- Carl Zeiss Planar 50mm f2.0 (el prototipo único)[2]
- Carl Zeiss Tessar 50mm f2.8 (el prototipo único)[3]

Lista de objetivos compatible de la Voigtländer Vitessa T
- Voigtländer Skoparet 35mm f3.4
- Voigtländer Color-Skopar 50mm f2.8
- Voigtländer Dynaret 100mm f4.8
- Voigtländer Super-Dynaret 135mm f4.0

Aunque la Vitessa T presenta un anillo de abertura igual, No son compatibles con las lentes de la Bessamatic para la Vitessa T.